# Lunar Crater Observation and Sensing Satellite

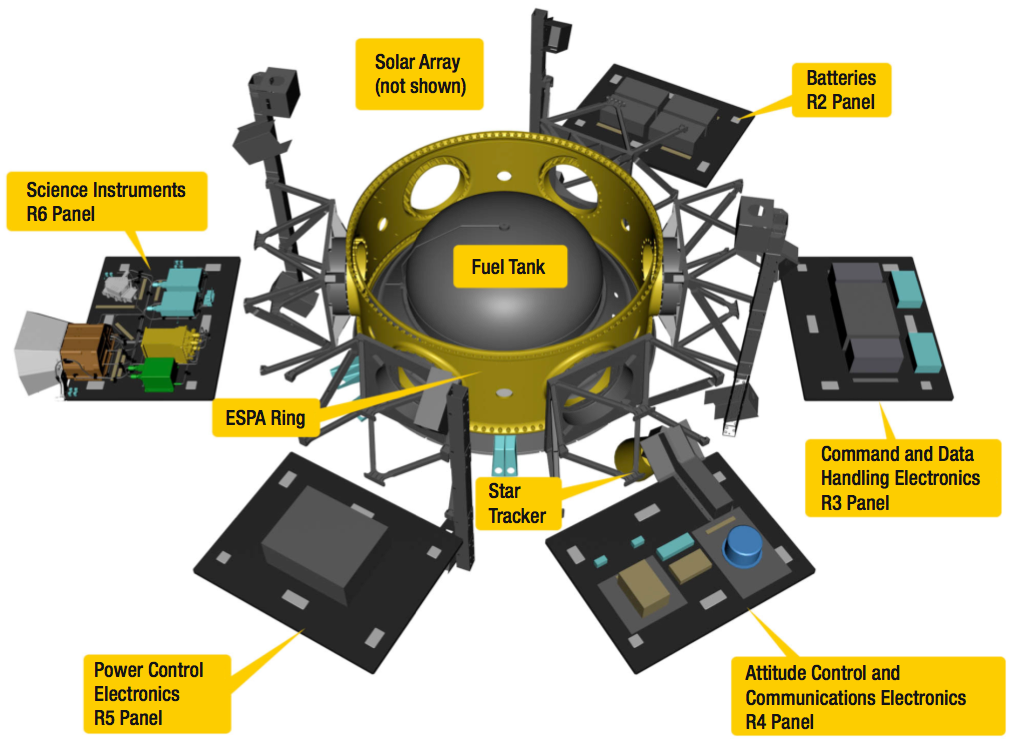
Éclaté de LCROSS.

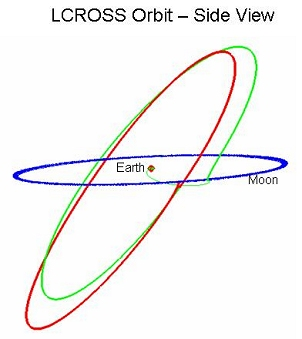
Trajectoire suivie par la sonde entre son lancement et sa collision avec le sol lunaire.

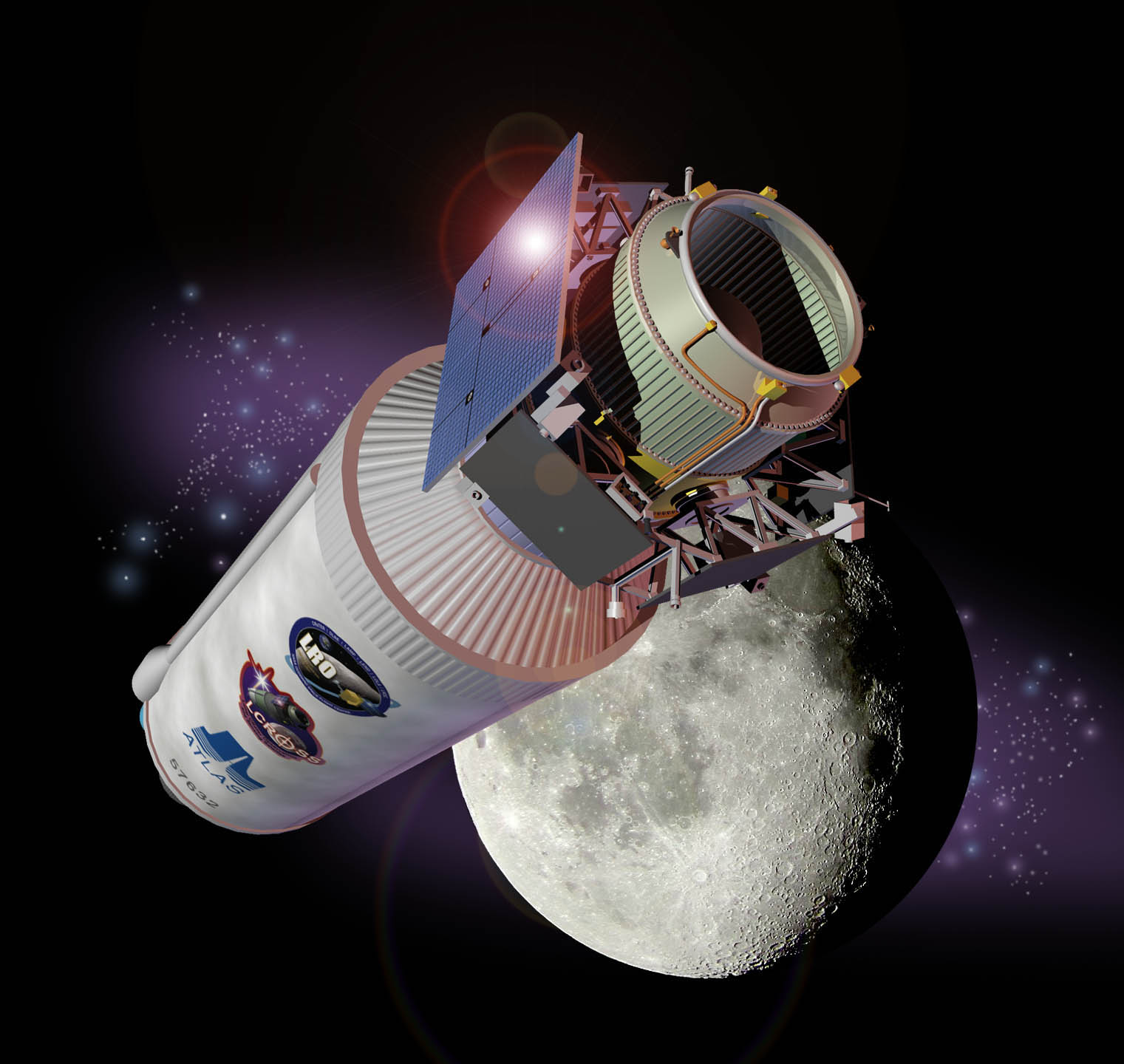
La sonde LCROSS et l'étage Centaur peu avant leur séparation.

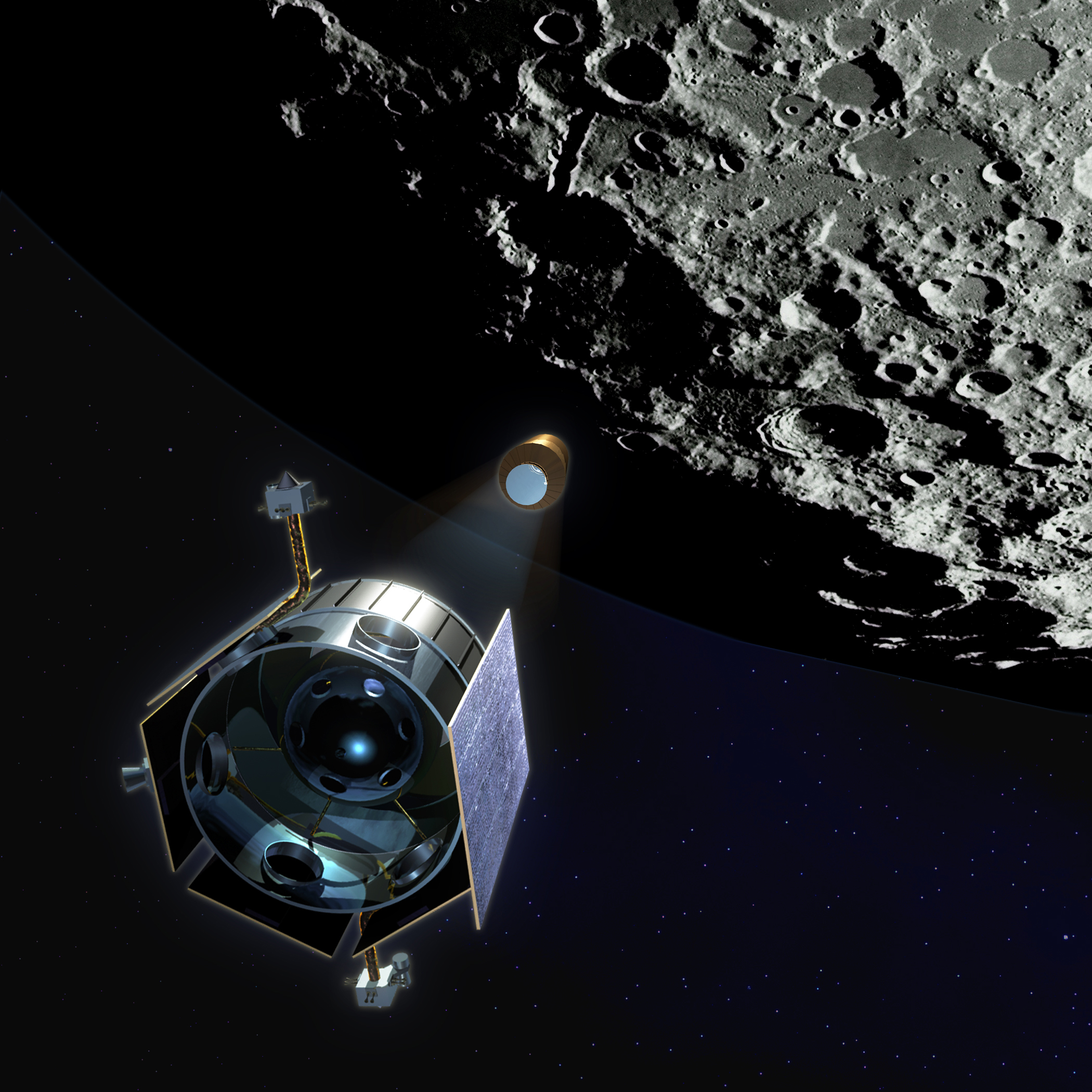
L'étage Centaur s'est séparé de la sonde et va percuter la surface lunaire.

Lunar CRater Observation and Sensing Satellite (LCROSS) est une sonde spatiale lunaire américaine de la NASA lancée le 18 juin 2009 à 21 h 32 TU par un lanceur Atlas V depuis la base de lancement de Cap Canaveral, en même temps que la sonde Lunar Reconnaissance Orbiter (LRO). La mission de LCROSS est d'analyser les débris de Lune soulevés par l'impact de l'étage Centaur de son lanceur sur le sol lunaire dans une zone de la région polaire située en permanence à l'ombre en y recherchant la présence d'eau. L'impact a lieu le vendredi 9 octobre 2009. Les données recueillies permettent de confirmer la présence d'eau distribuée de manière irrégulière dans les régions situées en permanence à l'ombre.

## Contexte
Le sol lunaire est éclairé par le Soleil avec une périodicité liée à la durée du jour lunaire (29 jours terrestres). Lorsque le Soleil est au zénith, le sol atteint une température de 233 °C. L'eau, qui peut être présente à l'origine ou apportée par des météorites, s'est depuis longtemps évaporée. De fait, les roches ramenées par les missions Apollo sont quasi anhydres. Elles ne contiennent quasiment pas d'eau libre, ni de groupements hydroxyles (OH) dans des minéraux hydroxylés comme les amphiboles, micas, argiles et serpentines. Les infimes traces d'eau identifiées sont généralement interprétées comme le résultat de contaminations durant le transit vers la Terre : les échantillons sont rangés dans le module lunaire puis dans la capsule Apollo pendant le retour vers la Terre, et ce de façon non étanche. Il existe toutefois des régions près des pôles où le flanc des cratères d'obscurité éternelle, soit des cratères créent des zones d'ombre permanentes qui ne sont jamais frappées par le Soleil parfois depuis des milliards d'années.
En 1999, la sonde Lunar Prospector, placée en orbite autour de la Lune, détecte des traces d'hydrogène sur notre satellite au niveau des zones polaires au-dessus des cratères situés en permanence à l'ombre. Ces mesures peuvent indiquer la présence d'eau. Celle-ci, si elle est confirmée, a un impact important sur les plans d'exploration de la Lune par des missions habitées. Mais des observations effectuées depuis la Terre à l'aide de radars ne permettent pas de confirmer la présence d'eau ; toutefois, cette absence de détection peut avoir une explication scientifique.
L'eau détectée peut être apportée par les météorites au cours des centaines de millions d'années et être piégée dans les zones situées en permanence à l'ombre là où la température descend en dessous de 100 kelvins.

## Objectifs de la mission
La mission de la sonde lunaire LCROSS développée par la NASA est de confirmer ou d'infirmer la présence d'eau grâce à l'analyse par ses instruments des matériaux soulevés par l'impact d'un étage de son lanceur avec le sol lunaire dans la zone polaire où des traces d'hydrogène sont détectées.
Les objectifs détaillés de la mission de LCROSS sont :
- Confirmer la présence ou l'absence d'eau sous forme de glace dans les régions de la Lune situées en permanence à l'ombre.
- Identifier l'origine des traces d'hydrogène détectées au niveau des pôles lunaires.
- Déterminer la quantité d'eau présente dans le sol lunaire.
- Déterminer la composition du régolithe dans un des cratères situés dans la zone en permanence à l'ombre.

## Description de la sonde
La sonde mesure 2 mètres de haut et a un diamètre de 2,6 mètres. Elle pèse 891 kg dont 306 kg de carburant (hydrazine). Les panneaux solaires fournissent 600 watts d'énergie électrique stockée dans des accumulateurs lithium-ion. Les télécommunications transitent par deux antennes à gain moyen autorisant un débit nominal de 1,5 Mo par seconde et deux antennes omnidirectionnelles de 40 ko[Quoi ?] et un transpondeur radio fonctionnant en bande S de 7 watts.
Les instruments scientifiques embarqués comprennent :
- Deux spectromètres dans le proche infrarouge.
- Un spectromètre dans l'ultraviolet visible.
- Deux caméras dans l'infrarouge moyen.
- Une caméra dans le spectre visible.
- Deux caméras fonctionnant dans l'infrarouge proche.
- Un photomètre dans le spectre visible à grande vitesse.

LCROSS est une mission à coût et à délai réduits (79 millions de dollars américains) qui utilise des composants choisis dans le commerce. La sonde est construite par Northrop Grumman Aerospace Systems tandis que le laboratoire Ames Research Center de la NASA assure la conduite générale de la mission et développe les instruments scientifiques.

## Déroulement de la mission
Après son lancement, la sonde LCROSS reste solidaire du dernier étage Centaur, car ce dernier joue un rôle essentiel dans la mission. L'ensemble est injecté sur une orbite qui lui fait survoler la Lune au bout de 4 jours. Lors de ce survol, par effet d'assistance gravitationnelle, cette trajectoire est transformée en une orbite polaire très allongée autour de la Terre de 36 jours de période. Après trois orbites, l'ensemble doit percuter la Lune près du pôle sud, au niveau du cratère Cabeus, le 9 octobre 2009 à 11 h 30 TU. La sonde et l'étage Centaur se séparent environ 9 heures et 40 minutes avant l'impact à une distance de 87 000 km de la surface de la Lune. Après la séparation, la sonde se retourne de 180° pour que ses instruments soient face au sol lunaire et réduit sa vitesse pour s'écarter du corps de l'étage Centaur afin de ne s'écraser que 4 minutes après l'étage Centaur.
Le lieu visé est un cratère situé en permanence à l'ombre dans la région du pôle sud lunaire. Son emplacement exact est déterminé 30 jours avant l'impact. Pour remplir sa mission, la sonde doit s'écraser à moins de 10 km du point visé mais les concepteurs pensent atteindre une précision d'un kilomètre. Au moment de l'impact, les deux engins ont une vitesse de 2,5 km/s et leur trajectoire fait un angle compris entre 60  et   70 ° avec le sol lunaire. L'étage Centaur pèse environ 2,3 tonnes tandis que la sonde doit peser entre 621  et   866 kg. En s'écrasant, l'étage Centaur doit soulever une masse de 350 m3 de matériau lunaire en créant un cratère de 28 mètres de diamètre et de 6,5 mètres de profondeur. La sonde LCROSS traverse les débris soulevés, les analyse avec ses instruments et retourne les informations à la station de contrôle à Terre avant de s'écraser elle-même. Ce deuxième impact doit soulever 150 m3 de matériau en créant un cratère de 18 mètres de diamètre et de 3,5 mètres de profondeur.
La majorité du matériau lunaire projeté doit être soulevé à une hauteur inférieure à 10 km. Les satellites orbitant autour de la Lune, tels que LRO, ainsi que plusieurs des grands observatoires basés à Terre et en orbite terrestre (télescope spatial Hubble) observent l'impact et le panache. Les données fournies par ces nombreuses sources sont utilisées. Lorsque les débris soulevés du cratère sont exposés au Soleil, la glace d'eau, les hydrocarbures et les autres composés organiques doivent se vaporiser et se décomposer en éléments simples. Ces éléments sont mesurés d'abord par les spectromètres fonctionnant dans l'infrarouge et le visible. Le spectromètre dans le proche infrarouge et dans l'infrarouge moyen doivent déterminer le volume total d'eau et sa distribution dans le panache. La caméra fonctionnant dans le visible détermine le lieu d'impact et le comportement du panache tandis que le photomètre mesure l'éclair lumineux créé par l'impact.

## Résultats

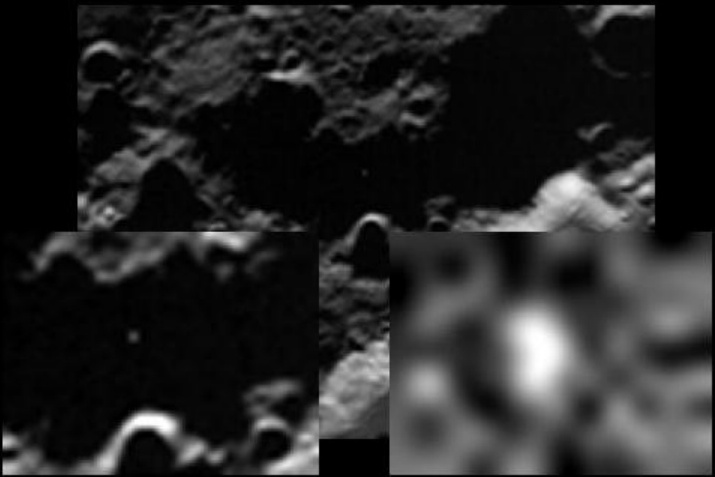
Éclair de l'impact de l'étage Centaur pris par LCROSS.

Après analyse des données recueillies par différentes sondes lunaires et par les observatoires terrestres et évaluation par les spécialistes de la Lune, la NASA sélectionne le 11 septembre 2009 le cratère Cabeus près du pôle sud lunaire comme cible pour la sonde LCROSS. L'impact n'a pas créé le panache visible attendu. La caméra infrarouge embarquée a, par contre, bien repéré le cratère créé par l'écrasement de l'étage Centaur sur le sol lunaire. Le responsable du projet, Dan Andrews, estime que les simulations effectuées avant l'écrasement de LCROSS exagèrent l'importance du panache créé par LCROSS (certaines d'entre elles n'ont pas été faites par la NASA). Il est possible également que les conditions d'éclairage n'ont pas été favorables à la mise en évidence du panache ce qui peut être en partie résolu en retraitant les photos effectuées. La profondeur du cratère Cabeus est peut-être également trop importante : cela doit être confirmé par l'instrument d'altimétrie laser embarqué par Chandrayaan-1 ou Kaguya. Le co-investigateur du télescope spatial Hubble Alex Storrs déclare : « les premières analyses du spectre fourni par l'instrument STIS ne font apparaître aucune trace évidente d'hydroxyle mais les dépouillements ne sont pas achevés.».
Le 13 novembre, la NASA annonce que la présence d'eau est détectée dans les éjectas (confirmée entre autres par la présence d'hydroxyle, molécule formée à partir de l'eau). Les matériaux soulevés contiennent environ 20 % de volatils dont du méthane, de l'ammoniac, de l'hydrogène, du dioxyde et du monoxyde de carbone,

### Documents de référence
NASA
- (en) « Press kit : Lunar Reconnaissance Orbiter (LRO) : Leading NASA’s Way Back to the Moon - Lunar Crater Observation and Sensing Satellite (LCROSS) : NASA’s Mission to Search for Water on the Moon », Dossier de présentation à la presse des missions LRO et LCROSS [PDF], NASA, juin 2009 (consulté le 15 octobre 2019).